# سكوت مكجروري
سكوت مكجروري (بالإنجليزية: Scott McGrory) مواليد 22 ديسمبر 1969، هو دراج أسترالي سابق. حقق نجاحا في سباق الدراجات على المضمار حيث فاز بالميدالية الذهبية في الألعاب الأولمبية الصيفية 2000 التي أقيمت في سيدني.

## الميداليات
| الميدالية | المسابقة                       |
| --------- | ------------------------------ |
| ذهبية     | الألعاب الأولمبية الصيفية 2000 |
| برونزية   | الألعاب الأولمبية الصيفية 1988 |

## روابط خارجية
- سكوت مكجروري على موقع أرشيف الدراجات (الإنجليزية)
- سكوت مكجروري على موقع إحصائيات الدراجات الإحترافية (الإنجليزية)
- سكوت مكجروري على موقع أوليمبيديا (الإنجليزية)
- سكوت مكجروري على موقع اللجنة الأولمبية الأسترالية (الإنجليزية)
- سكوت مكجروري على موقع اتحاد ألعاب الكومنولث (مؤرشف) (الإنجليزية)